# Eric Johnson (színművész)
Eric Johnson (Kanada, Alberta, Edmonton, 1979. augusztus 7.) kanadai színész.

## Élete
Eric arca a nézők számára a Smallville előtt csupán a Brad Pitt nevével a "Szenvedélyek viharában" című filmből volt ismerős.
Első főszerepét a díjnyertes "Scorn" produkcióban kapta. 
Ezt követően TV-szerepek következtek, így a Magyarországon is bemutatott "Atomvonat".
Az Eric Johnson által életre keltett Whitney Fordman az első évad fináléjában, a "Szélvihar" című részben elhagyta Smallville-t, hogy apja hagyatékát tiszteletben tartva haditengerésznek álljon. De nem búcsúzunk el örökre Whitney-től. A második széria egy epizódjában (Visage) még visszatér. Ez lesz az utolsó fellépése a Smallville-ben.
Pár érdekesség: Eric gyakran játszik gitárján. Szeret a szabad levegőn kirándulni, táborozni. Alkalmanként egy-egy rövidfilmet is rendez.

## Filmjei
- Everest – A hegyek fogságában (2007)
- Két testben – elszabadulva (2004)
- Raboljuk el Sinatrát! (2003)
- Texas Rangers (2001)
- Fortuna gyermekei (2000)
- Night Man (1999)
- Atomvonat (1999)
- Nyomozati jogkör (1999)
- Oklahoma City: A Survivor's Story (1998)
- Harc a másodpercekért (1997)
- Szenvedélyek viharában (1994)

## Televíziós szerepei
- Kékpróba (2010)
- Odaát (2010)
- Flash Gordon (2007–2008)
- Az egység (2007)
- Szellemekkel suttogó (2007)
- Gyilkos elmék (2006)
- Holtsáv (2006)
- Smallville (2001-2002)
- Scorn (2000)